# 30333 Stevenwang
30333 Stevenwang este un asteroid din centura principală de asteroizi.

## Descriere
30333 Stevenwang este un asteroid din centura principală de asteroizi. A fost descoperit pe 7 mai 2000 la Socorro, New Mexico, în cadrul proiectului LINEAR. Asteroidul prezintă o orbită caracterizată de o semiaxă mare de 2,29 ua, o excentricitate de 0,15 și o înclinație de 6,4° în raport cu ecliptica.